# رستم شکوری
رستم شکوری (به تاجیکی: Рустам Шукуров) (زادهٔ ۱۲ اکتبر ۱۹۶۱، در دوشنبه) - تاریخ‌نگار و ایران‌شناس اهل تاجیکستان است که به‌عنوان استاد تاریخ دوران میانه و پژوهشگر مطالعات کشورهای حاشیهٔ دریای سیاه و امپراتوری بیزانس در دانشگاه دولتی مسکو مشغول به پژوهش است. او در سازمان علمی بین‌المللی «جامعهٔ مطالعات مرکزی-یوراسیایی» نیز عضویت دارد.

## خانواده
رستم شکوری زادهٔ ۱۲ اکتبر ۱۹۶۱ در دوشنبه در تاجیکستان است. او کوچک‌ترین پسر محمدجان شکوری بخارایی زبان‌شناس و نقاد ادبی، و کلودیا واسیلیونا لوکانینا، معلم ریاضی در مدرسه بود. پدربزرگ پدری او، شریف‌جان مخدومی صدری زیا (۱۸۶۷–۱۹۳۲)، به عنوان یکی از مشهورترین فرهنگیان امارت بخارا شناخته می‌شد، و وظایف قاضی را انجام می‌داد. او پس از انقلاب فوریه به مدت کوتاهی داور اعلی در امارت بخارا بود و تا سال ۱۹۲۴ مسئولیت‌های مختلفی را در جمهوری خلق شوروی بخارا بر عهده داشت. او در زندان ان‌کاوه وفات یافت.

## تحصیلات
رستم به‌دلیل آنکه پدرش تاجیکستانی و مادرش روس بود، دوزبانه بزرگ شد و تا سن ۱۶ سالگی در تاجیکستان زندگی کرد و سپس به‌همراه خانواده به مسکو مهاجرت کردند. او پس از فارغ‌التحصیلی از دبیرستان، وارد دانشکدهٔ تاریخ دانشگاه دولتی مسکو شد و در سال ۱۹۸۴ فارغ‌التحصیل گردید. او در پژوهش، به روابط میان مسمانان و مسیحیان علاقه داشت و به همین دلیل به تاریخ تعامل مسلمانان و مسیحیان در دورهٔ بیزانس پرداخت. رستم از سال ۱۹۸۴ در دورهٔ دکتری دانشکدهٔ تاریخ تحصیل کرد و در سال ۱۹۹۰ از پایان‌نامهٔ دکتری‌اش با موضوع «امپراتوری ترابزون و شرق (۱۲۰۴–۱۴۶۱)» دفاع کرد. او از سال ۱۹۹۱ در دانشکدهٔ تاریخ دوران میانه و در آزمایشگاه مطالعات کشورهای حاشیهٔ دریای سیاه و بیزانس در دانشگاه مسکو فعالیت می‌کند.